# Elisabeth-Sophien-Koog
Elisabeth-Sophien-Koog – gmina w Niemczech w kraju związkowym Szlezwik-Holsztyn, w powiecie Nordfriesland, wchodzi w skład urzędu Nordsee-Treene.